# Navicordulia leptostyla
Navicordulia leptostyla är en trollsländeart som beskrevs av Machado och Costa 1995. Navicordulia leptostyla ingår i släktet Navicordulia och familjen skimmertrollsländor. Inga underarter finns listade i Catalogue of Life.